# Pasquale Muto
Pasquale Muto (Napels, 24 mei 1980) is een Italiaans voormalig wielrenner. Na een halfjaar stage bij Panaria-Fiordo ging hij in 2004 aan de slag bij Miche. Hier zou hij tot 2011 blijven, tot hij positief testte op epo na de Ronde van de Apennijnen, en hij zijn carrière beëindigde.

## Belangrijkste overwinningen
2003
Ruota d’Oro
2007
8e etappe Ronde van Bulgarije
2009
1e etappe Ronde van Slowakije

## Resultaten in voornaamste wedstrijden
| Jaar | Milaan-San Remo |
| ---- | --------------- |
| 2008 | 136e            |

## Ploegen
- 2003 –  Panaria-Fiordo (stagiair vanaf 1-9)
- 2004 –  Miche
- 2005 –  Miche
- 2006 –  Miche
- 2007 –  Miche
- 2008 –  Miche-Silver Cross
- 2009 –  Miche-Silver Cross-Selle Italia
- 2010 –  Miche
- 2011 –  Miche-Guerciotti (tot 3-5)

Carvajal · García · Giancecchi · Giunti · Marczyński · Moletta · Muto · Niemiec · Palandri · Saracini · F. Scarponi · G. Scarponi · S. Scarponi · Szczawiński · Tondo · Valentini · L. Zafferani · M. Zafferani · Majka (stagiair)